# كارل إي. وانغ
كارل إي. وانغ (بالنرويجية البوكمول: Carl E. Wang)‏ هو مسؤول رياضي وسياسي نرويجي، ولد في 25 مايو 1930 في سكيدسمو في النرويج، وتوفي في 5 فبراير 2016 في النرويج. حزبياً، نشط في حزب المحافظين. وقد انتخب county mayor of Østfold ‏ (1980 – 1983) وانتخب نائب عضو برلمان النرويج ‏.